# Bella Italia
Bella Italia es una localidad argentina ubicada en el departamento Castellanos de la provincia de Santa Fe. Se encuentra sobre la ruta provincial 70, 7 km al este de Rafaela, con la cual se halla prácticamente conurbada.
Fue fundada por Camilo Aldao en 1881, sin que se haya establecido una zona urbana. Sus primeros habitantes fueron inmigrantes italianos que se asentaron al sur de la colonia, estos pusieron el nombre de Bella Italia al paraje en homenaje a su país de procedencia. Más tarde se instalaron suizos en la zona norte. Si bien la comuna fue fundada en 1909 recién comenzó a aparecer en los mapas en 1957, cuando se edifican viviendas sobre la Ruta 70. En 1961 se inauguró el templo católico de la localidad. En 1998 se fundó el Club Social y Deportivo Bella Italia, primera institución deportiva de la localidad.
Cuenta con 2 escuelas, una en la zona rural y otra en la zona urbana, esta última fundada recién a fines de los años 1990. La principal actividad económica es la agricultura, estando compuesta por numerosos pequeños productores.

## Población
Cuenta con 1347 habitantes (Indec, 2010), lo que representa un incremento frente a los 878 habitantes (Indec, 2001) del censo anterior.
| Gráfica de evolución demográfica de Bella Italia entre 1991 y 2010 |
|                                                                    |
| Fuente: Censos nacionales del INDEC                                |